# Ritchie boys

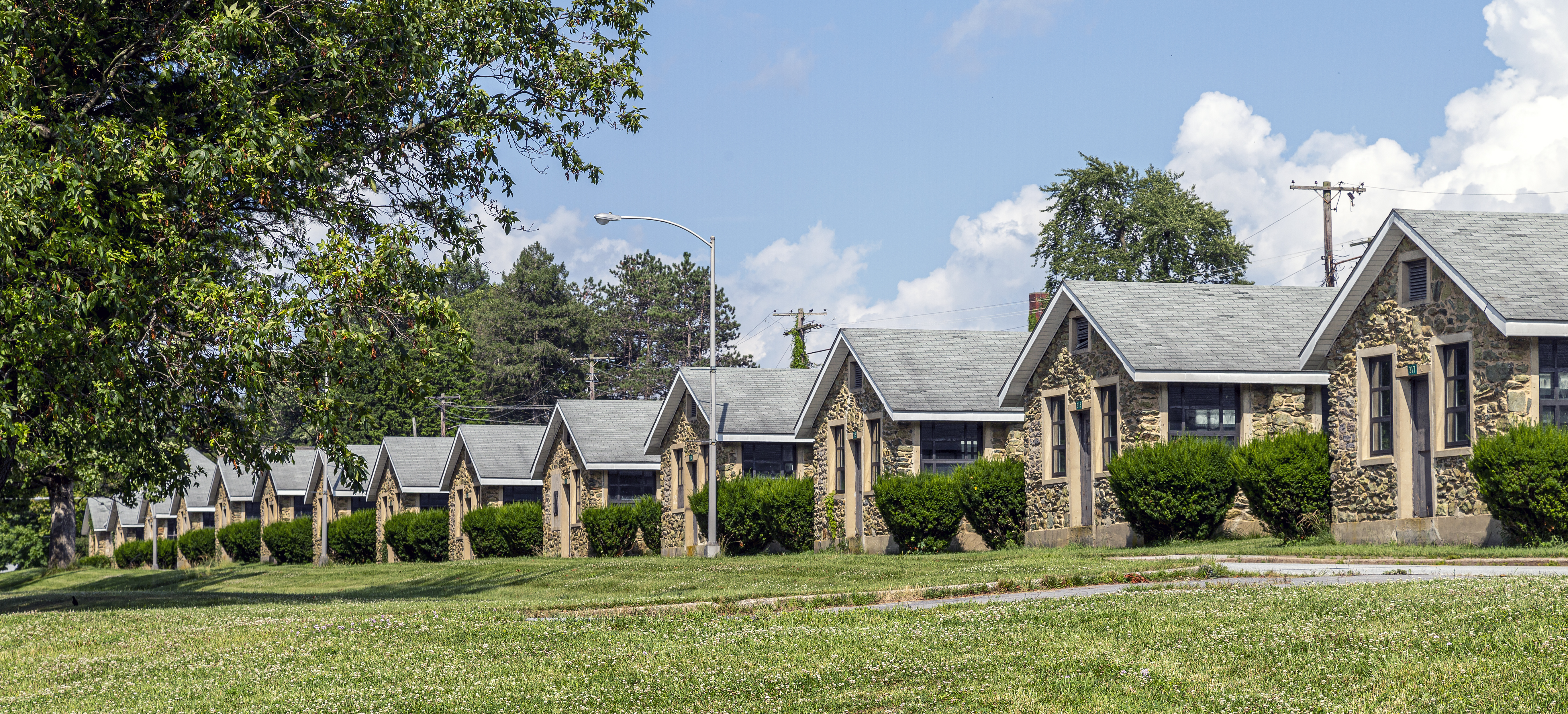
Baraquements en pierre de la caserne de Fort Ritchie, à Cascade, Maryland, États-Unis

Les Ritchie Boys étaient un groupe d'environ 10 000 jeunes Allemands, juifs pour la plupart, qui, ayant fui l'Allemagne nazie, choisirent de s'engager dans l'armée américaine. Ils firent leur instruction au centre de formation du renseignement militaire (Military Intelligence Training Center), — connu également sous le nom de Fort Ritchie ou Camp Ritchie, à Cascade dans le Maryland, — où ils furent spécialement formés aux techniques de la guerre psychologique moderne. En effet, leur connaissance de la langue, de la culture et de l'esprit allemands, supérieure à celle des soldats d'origine américaine, les disposaient tout particulièrement à cet emploi, dont le principal objectif était d'étudier l'ennemi et de le démoraliser, afin d'obtenir sa capitulation inconditionnelle.

## Histoire
Après l'entrée en guerre des États-Unis, les Ritchie Boys jouèrent un rôle important dans la stratégie des Alliés. Ils débarquèrent en Normandie le 6 juin 1944 aux côtés des autres troupes alliées. Rapidement, ils se détachèrent de leurs unités afin d'accomplir les missions particulières qui leur avaient été confiées. Ils furent en mesure de fournir de précieuses informations à leur commandement. En outre, les Ritchie Boys contribuèrent à briser la résistance allemande en combattant les troupes ennemies dans des opérations secrètes ou à découvert.
Les prisonniers de guerre et les déserteurs étaient systématiquement interrogés, afin d'acquérir des renseignements sur la force des troupes, leurs mouvements, ainsi que la situation physique et morale des Allemands. D'autre part, au moyen d'une désinformation ciblée, de fausses nouvelles dans le journaux, mais aussi d'annonces diffusées par voie de tracts, d'émissions radiophoniques et de haut-parleurs montés sur des voitures, la population allemande et les soldats étaient incités à mettre fin aux hostilités.
Après la guerre, de nombreux Ritchie Boys servirent en qualité d'interprètes lors du procès de Nuremberg. Par la suite, beaucoup d'entre eux firent de brillantes carrières dans la politique, la science ou les affaires.
Les Ritchie Boys comptèrent parmi eux plusieurs personnalités importantes, telles que Hans Habe, Klaus Mann, Stefan Heym, Hanus Burger, et David Robert Seymour.